# Ctenophora ornata
Ctenophora ornata es una especie de tipúlido del género Ctenophora.
Es originaria de Europa.